# Prosontes brasiliensis
Prosontes brasiliensis is een hooiwagen uit de familie Cosmetidae.